# Un, deux, trois Bo !
Un, deux, trois Bo ! (Bo on the Go!) est une série télévisée d'animation 3D canadienne pour enfants d'âge préscolaire en 55 épisodes de 26 minutes, produite par Halifax Film, réalisée par Jeff Rosen, et diffusée du 3 septembre 2007 au 18 décembre 2009 sur le réseau CBC Television. Elle est distribuée dans 17 pays en douze langues.
En France, la série a été diffusée sur France 5 dans les émissions Debout les Zouzous et Piwi en 2008, Ludo Zouzous en 2010 et Zouzous en 2011. Au Québec, elle a été diffusée à partir de l'hiver 2012 à la Télévision de Radio-Canada, puis sur Télémagino.

## Synopsis
Le personnage principal de la série est Bo, une petite fille aux couettes bleues et aux vêtements de sport violets et magenta, accompagnée de son fidèle ami Isidore, un dragon vert et rose qui l'accompagne dans toutes ses aventures.

## Personnages
- Bo : Une jeune fille gentille, énergique et curieuse aux cheveux bleus, attaché par des élastiques rouge, jaune et vert, portant des bracelets rouge, jaune et vert des chaussures et des chaussettes bleues, un pantalon rouge et une chemise violette. Elle part à l'aventure avec Isidore dans plein d'aventures.
- Isidore : Isidore est un dragon rose et vert, et vit dans le château avec Bo. Puisqu'il est plus jeune qu'elle, il a parfois besoin d'un peu d'aide pour certaines choses.
- Le Magicien : Il donne à Bo et Isidore leur quête du jour. Il porte un turban bleu, une longue barbe blanche et un pantalon jaune d'or.

## Épisodes

### Saison 1
1. L'oiseau bleu de Bo
2. Bo et le scarabouille
3. Bo et le tournimoulin
4. Bo et le frisoufloume
5. Bo et le schnouf
6. Bo et le Ronflichon
7. Bo et l'anti-fouillis
8. Bo et le soupliressor
9. Bo et le rien ne lui va
10. Bo et le Dodopresto
11. Bo et la reine des dragons
12. Bo et le glou-glou tout fou
13. Bo et le câlimignon
14. Bo et la ballerine aux pieds
15. Bo et chenapan-pan
16. Bo et le pirate Gourmandifruit
17. Bo et le filou des fils
18. Bo et l'abracadablague
19. Bo et le Déplacetout
20. Bo et le glaglaçon
21. Bo et le cracrapouille
22. Bo et le super empileur
23. Bo et le maxisouffleur
24. Bo et la gribouilleuse
25. Bo et la petite rougette
26. Bo et le tortilleur de nœuds

### Saison 2
1. Bo et le voleur de lueur
2. Bo et le grinceur-couineur
3. Bo et le renifleur de fleurs
4. Bo et le poulpe pleureur
5. Bo et monsieur tête-carrée
6. Bo et l'homme orchestre
7. Bo et monsieur ding-dong
8. Bo et la fête foraine
9. Bo et le voleur d'art
10. Bo et Nestor le castor
11. Bo et le déballou-fouilletout
12. Bo et le glouton-mignon
13. Bo et Vincent dessus-dessous !
14. Bo et mademoiselle aspire-pois

### Saison 3
1. Bo et Tony Misenplis
2. Bo et monsieur Atchoum
3. Bo et Victor Maxiconfort
4. Bo et monsieur Copitou
5. Bo et Marcus Équilibrus
6. Bo et Arnold-Pot de colle
7. Bo et Gaston-Pieds de plomb
8. Bo et la précieuse sirène des mers
9. Bo et le démolisseur de jouets.
10. Bo et monsieur Mille Morceaux.
11. Bo et mademoiselle électricifée
12. Bo et la fée flottante.
13. Bo et le tourmentout
14. Bo et la collectionneuse de costumes
15. Bo et le mini-minuscule

## Doublage

### Voix originales
- Catherine O'Connor : Bo
- Andrew Sabiston : Dezadore « Dezzy » (Isidore en VF)
- Jim Fowler : Wizard (Le Magicien en VF)

### Voix québécoises
- Julie Burroughs : Bo
- Hugolin Chevrette : Isidore (Dezzy)
- Daniel Lesourd : le sorcier Barnalune

 Source et légende : version québécoise (VQ) sur Doublage.qc.ca